# Torbjörn Kornbakk
Torbjörn Jarle Kornbakk (28 maggio 1965) è un ex lottatore svedese, specializzato nella lotta greco-romana.

## Palmarès

### Olimpiadi
- 1 medaglia:
  - 1 bronzo (Barcellona 1992 nei pesi welter)